# Magic Circle Festival
Il Magic Circle Festival è un festival musicale heavy metal organizzato in Europa. Il primo Magic Circle Festival risale al 2007 e fino ad oggi si sono svolte 4 edizioni in 3 località diverse.
Il festival è organizzato dalla Magic circle music, casa discografica di proprietà della heavy metal band Manowar. L'evento prevede ogni anno la partecipazione, come headliner, gli stessi Manowar, accompagnati da  altri artisti appartenenti all'etichetta e da ospiti di rilievo internazionale, che variano a ogni edizione.
Il 2008 è stato l'anno con la maggiore affluenza, anche grazie alla partecipazione di artisti come Alice Cooper e Doro.
L'edizione 2010 si è svolta in collaborazione con il festival sloveno Metal Camp, coincidendo con l'ultima giornata di quest'ultimo.
Oltre alle esibizioni musicali, il festival include anche altri spettacoli come combattimenti con spade, mangiafuoco, karaoke heavy metal e l'elezione di "miss Manowar", un'iniziativa soprattutto per i fan della band statunitense.

## Sedi e scalette delle varie edizioni
Nota: la scaletta delle partecipazioni è stilata sulla base dell'effettivo ordine di salita sul palco dei gruppi (dall'ultimo al primo), e prescinde quindi da ogni informazione divulgata prima dell'inizio del concerto.

### Edizione 2007 (Bad Arolsen, Germania)
| 7 luglio 2007 |
| --- |
| Manowar Gamma Ray HolyHell David Shankle Group Heavenly Imperia Mob Rules Stormwarrior Black Situation Lion's Share Messiah's Kiss Mordeen Saidian Sixth Sense |

### Edizione 2008 (Bad Arolsen, Germania)
| 10 luglio                                                 | 11 luglio                                                                          | 12 luglio                                                                            |
| --------------------------------------------------------- | ---------------------------------------------------------------------------------- | ------------------------------------------------------------------------------------ |
| Alice Cooper Ted Nugent Michael Schenker Group Benedictum | Manowar Gotthard W.A.S.P. Doro Beloved Enemy Burning Starr StormWarrior K.O.B.U.S. | Manowar Majesty HolyHell Brazen Abbot Krypteria Titanium Black Mob Rules Sixth Sense |

Nell'edizione 2009 i Manowar hanno suonato in due serate riproponendo per intero i primi 6 album della loro carriera oltre ad altre song più recenti
In questa edizione si sarebbero dovuti esibire nella prima giornata anche Def Leppard e Whitesnake, non presentatisi per problemi contrattuali.

### Edizione 2009 (Loreley, Germania)
| 18 luglio 2009 |
| --- |
| Manowar Kingdom Come Ulytau HolyHell Domain Metalforce Van Canto Burning Starr Wizard Crystal Viper Age Of Evil Die Sklaven |

### Edizione 2010 (Tolmin, Slovenia)
| 11 luglio 2010                                                                    |
| --------------------------------------------------------------------------------- |
| Who Was I Manowar Arch Enemy Kamelot HolyHell Virgin Steele Metal Force Crosswind |